# فرد لاندون
فرد لاندون هو مؤرخ وأمين مكتبة وصحفي كندي، ولد في 1 أغسطس 1880، وتوفي في 1969.